# Artemisia terrae-albae
Artemisia terrae-albae là một loài thực vật có hoa trong họ Cúc. Loài này được Krasch. mô tả khoa học đầu tiên năm 1930.